# Łętownia (Dąbrówka)
Łętownia – część wsi Dąbrówka w Polsce, położona w województwie małopolskim, w powiecie bocheńskim, w gminie Rzezawa.
W latach 1975–1998 Łętownia należała administracyjnie do województwa tarnowskiego.